# Reyer Venise Mestre (basket-ball féminin)
Maillots
Le Reyer Venise Mestre, en italien Reyer Venezia Mestre, est un club italien de basket-ball féminin basé dans la ville de Venise. Il est aujourd'hui en Serie A1, soit la première division italienne.

## Historique

Ancien logo

## Palmarès
- Champion d'Italie : 1946, 2021, 2024.
- Coupe d'Italie : 2008.
- Supercoupe d'Italie : 2008, 2020, 2024.

## Entraîneurs
- 1945-1946 :  Amerigo Penzo
- 1948-1951 :  Amerigo Penzo
- 1951-2002 :  ?
- 2002-2003 :  Andrea Petitpierre
- 2003-2007 :  Stefano Michelini
- 2007-2009 :  Massimo Riga
- 2009-2011 :  ?
- 2011-2019 :  Andrea Liberalotto
- 2019-2021 :  Giampiero Ticchi
- 2021 :  Massimo Romano
- 2021 :  Juan Pernias Escrig (intérim)
- 2021- :  Andrea Mazzon

## Joueuses célèbres ou marquantes
- Cathy Melain